# Planta acuática

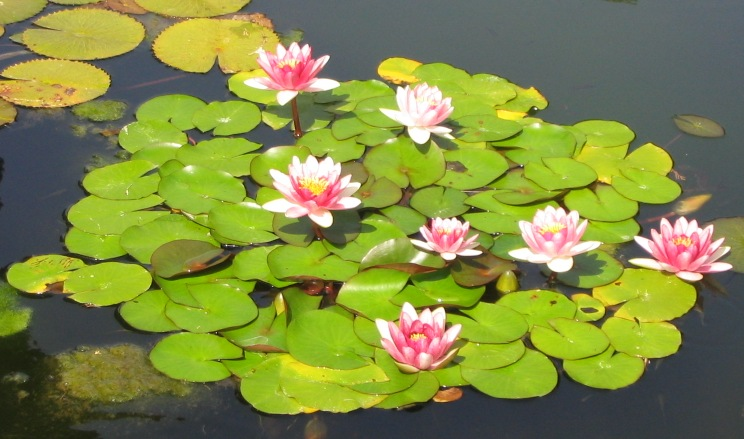
Nenúfares.

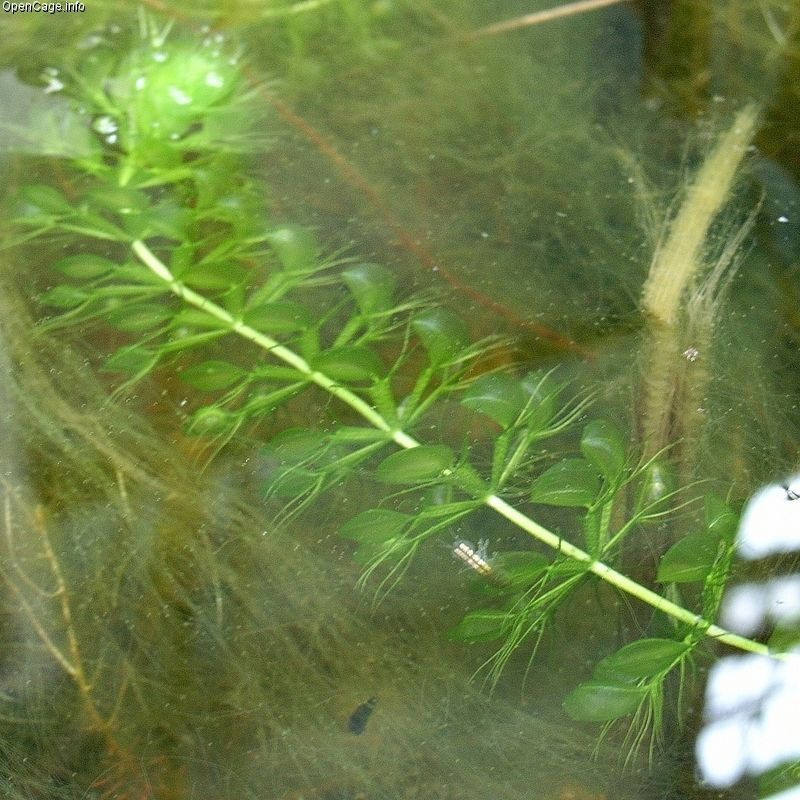
Aldrovanda vesiculosa, especie de planta carnívora acuática.

Las plantas acuáticas, hidrófitas o higrófitas son plantas adaptadas a los medios muy húmedos o acuáticos tales como lagos, estanques, charcos, estuarios, pantanos, orillas de los ríos, deltas o lagunas marinas. Estas plantas también se denominan macrófitas, para diferenciarlas de los grupos de algas y pertenecen tanto a los briófitos como a las plantas vasculares pteridofitas y angiospermas (diversas familias de Monocotiledóneas y de Dicotiledóneas). Su adaptación al medio acuático es variable. Se pueden encontrar diferentes grupos de plantas: unas totalmente sumergidas, otras, las más numerosas, parcialmente sumergidas o con hojas flotantes.
Existen varios grupos de plantas acuáticas: Las plantas flotantes, las plantas sumergidas y las plantas emergentes. Las plantas flotantes son aquellas que tienen las hojas en la superficie y sus raíces están colgando desde la superficie (Flotantes libres). Las plantas sumergidas pueden o no estar arraigadas en el sedimento que se forma en el fondo de las aguas en las que viven y las hojas no salen a la superficie. Las plantas emergentes están ancladas al fondo, pero mantienen parte de los tallos, las hojas y frecuentemente las flores fuera del agua. 
Estas especies están, generalmente, adaptadas al modo de vida acuático tanto en su parte vegetativa como reproductiva.
Los medios que acogen este tipo de plantas son múltiples: agua dulce, agua salada o salobre, aguas más o menos estancadas, temperaturas más elevadas. Pueden ser lagos, estanques, charcos, pantanos, orillas de los ríos, deltas, estuarios o lagunas marinas.
Las plantas acuáticas están en el origen de las formaciones vegetales específicas, como las de los manglares.
Dentro de las plantas acuáticas también existe un tipo una planta acuática carnívora conocida como Aldrovanda vesiculosa, cuyo hábitat son charcas de aguas ácidas principalmente.
A las plantas acuáticas se oponen las plantas xerófitas adaptadas a los climas áridos, donde casi no hay agua.
Así también, se opone parcialmente a las plantas mesófitas, que son las plantas adaptadas a los medios intermedios, aquellas que viven en un ambiente que no puede tener demasiada agua, pero que tampoco pueden sobrevivir con poca de ella, como la mayoría de las plantas que nosotros conocemos.

## Plantas acuáticas útiles

### Plantas acuáticas para el tratamientos de aguas residuales y
Las plantas acuáticas se pueden encontrar en estanques poco profundos, como plantas flotantes o sumergidas. Los sistemas más estudiados son los que utilizan lenteja de agua. Estos sistemas incluyen dos tipos según las principales especies vegetales. El primer tipo utiliza plantas flotantes, lo que demuestra la capacidad de estas plantas para eliminar gases nocivos del aire. Las plantas obtienen nutrientes minerales del agua. 
El segundo tipo son las plantas submarinas que, a diferencia de estas plantas, absorben oxígeno, dióxido de carbono y minerales del agua. Las plantas sumergidas se dañan fácilmente porque sus órganos fotosintéticos están bajo el agua.

### Plantas alimenticias
La más importante, más conocida y más cultivada es el arroz (especie Oryza sativa), uno de los primeros cereales mundiales y, accesoriamente, el [Zizania|arroz salvaje] (género 'Zizania'), ambos de la familia de las poáceas.
Entre las verduras se encuentra el berro de agua (Brassicaceae).
Trapa natans, denominada castaña de agua.

### Plantas para la acuariofilia y Jardinería acuática
Pueden citarse,entre las más conocidas, y más utilizadas en acuariofilia y en Jardinería acuática las siguientes plantas acuáticas:
- Especies de Nenúfar
- Especies de la familia Aponogetonaceae
- Especies del género Anubias
- Alternanthera sessilis
- Especies del género Azolla
- Bacopa monnieri
- Especies del género Cabomba
- Callitriche palustris
- Especies del género Ceratophyllum
- Especies del género Ceratopteris
- Especies del género Cryptocoryne
- Didiplis diandra
- Especies del género Echinodorus
- Especies del género Egeria
- Especies del género Elodea
- Especies del género Hygrophila
- Especies del género Lemna
- Especies del género Limnobium
- Limnophila sessiliflora (Ambulia)
- Especies del género Ludwigia
- Microsorum pteropus
- Monosolenium tenerum
- Especies del género Myriophyllum
- Especies del género Pistia
- Especies del género Potamogeton
- Especies del género Rotala
- Especies del género Sagittaria
- Especies del género Salvinia
- Especies del género Vallisneria
- Vesicularia dubyana